# Плас-Станіслас
Плас-Станіслас, Площа Станіслава (Place Stanislas, в просторіччі Place Stan) — площа у французькому місті Нансі, колишній столиці Лотаринзького герцогства, створена в 1752—1755 роках за ініціативи останнього герцога Лотаринзького Станіслава Лещинського, на честь його зятя, Людовика XV. Це один з наймасштабніших в Європі містобудівних проектів епохи пізнього бароко. Розміри площі — 125 на 126 метрів.

## Історія
«Королівська площа» з бронзовим пам'ятником Людовику XV в центрі була розбита за проектом Еммануеля Ере де Корні (1705—1763) між будівлями міської ради (ратуші) та лотаринзького уряду й вимощена світло-сірою боуківкою, що утворює діагональні візерунки. Її сторони утворили будівлі, споруджені в стилі раннього французького класицизму, — такі як єпископський палац (нині Національна опера Лотарингії) та Школа лікарів (нині Музей образотворчих мистецтв).
Плас-Станіслас утворює єдиний містобудівний ансамбль з Плас-де-ла-Кар'єр та Плас-д'Альянс, з якими її з'єднують напівкруглі колонади та тріумфальна арка, що відтворює форми стародавньої арки Септіміуса Северуса. Площа оздоблена витонченими золочені ґратами, фонтанами й ліхтарями, виготовленими в майстерні художнього ливарства Жана Ламура (1698—1771).
З початком революції статую короля було повалено й замінено алегорією Перемоги, а сама площа перейменована з Королівської спочатку в Народну, а потім — на площу Наполеона. Після Липневої революції (1830) вона отримала свою нинішню назву. Тоді ж на ній з'явився бронзовий пам'ятник Станіславу Лещинському.
1983 року, коли ЮНЕСКО визнало ансамбль з трьох площ епохи Лещинського пам'ятою світової спадщини, значна частина Плас-Станіслас використовувалася як автостоянка. З нагоди 250-річчя створення площі на основі архівних матеріалів XVIII століття було проведено великі реставраційні роботи, а сама площа та прилегла до неї територія стали пішохідною зоною.

## Панорама

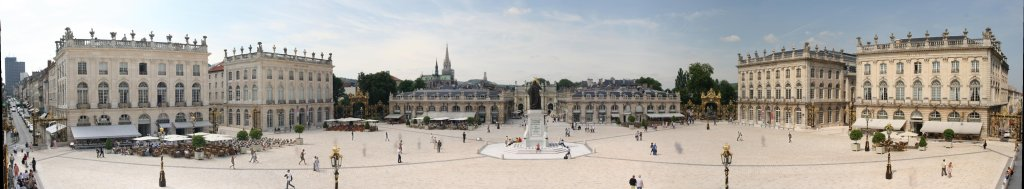
Площа після реставрації 2004—2005 років.

## Споріднені проекти
- Площа Згоди — в Парижі
- Площа Кенконс — в Бордо